# Кун, Вессел
Вессел Кун (нидерл. Wessel Kuhn; родился 16 сентября 2006) — нидерландский футболист, защитник клуба ПСВ.

## Клубная карьера
Воспитанник футбольной академии ПСВ. В июне 2022 года подписал свой первый профессиональный контракт с ПСВ. 28 августа 2023 года дебютировал за «Йонг ПСВ» в матче Эрстедивизи против клуба «Хелмонд Спорт». 21 января 2025 года дебютировал в основном составе ПСВ в матче Лиги чемпионов УЕФА против клуба «Црвена звезда».

## Карьера в сборной
Выступал за сборные Нидерландов до 16, до 17, до 18 и до 19 лет.
В мае 2023 года сыграл на юношеском чемпионате Европы в Венгрии.